# (4223) Shikoku
(4223) Shikoku (1988 JM) – planetoida z pasa głównego asteroid okrążająca Słońce w ciągu 5,22 lat w średniej odległości 3,01 j.a. Odkryta 7 maja 1988 roku.